# Samba Lamine Mané
Samba Lamine Mané ist ein ehemaliger Politiker aus Guinea-Bissau.

## Leben
Mané wurde 1978 zum Minister für natürliche Ressourcen in das Premierminister João Bernardo Vieira berufen. Im Zuge einer Regierungsumbildung übernahm er 1982 das Amt des Außenministers als Nachfolger von Victor Saúde Maria, der wiederum selbst am 14. Mai 1982 das Amt des Premierministers übernommen hatte. Das Amt des Außenministers hatte er bis zu seiner Ablösung durch Fidélis Cabral d’Almada 1983 inne.
1991 wurde Mané Verteidigungsminister im Kabinett von Premierminister Carlos Correia und bekleidete dieses Amt auch in der Regierung von Correias Nachfolger Manuel Saturnino da Costa, im darauf folgenden zweiten Kabinett Correia sowie in der Regierung von Francisco Fadul bis 1999.